# Veronika Machová
Veronika Machová (* 17. srpen 1990 Praha) je česká modelka česko-ruského původu, Česká Miss World 2010 a módní návrhářka.

## Životopis
Veronika Machová pochází z Rokycan, její matka pochází z Volgogradu. Vystudovala Integrovanou střední školu živnostenskou v oboru Modelářství a návrhářství oděvů v Plzni a udělala si i výuční list v oboru Krejčí. Studuje Pedagogickou fakultu Univerzity Karlovy. Umí plynule anglicky a rusky.
V roce 2010 se přihlásila do České Miss a získala titul Česká Miss World 2010. Poté nás reprezentovala na Miss World v Číně, ale nedostala se mezi 25 nejlepších finalistek, avšak probojovala se do semifinále TOP 20 Miss Bikiny.
Nafotila kampaň odvážných fotek pro módní návrhářkou Libku Safr.[zdroj⁠?!]
Její manžel je hokejový útočník Roman Červenka. 22. prosince 2012 se jim narodil syn Denis v pražské porodnici U Apolináře, přišel na svět císařským řezem.